# Луї Сильвен Гома
Луї Сильвен Гома (фр. Louis Sylvain Goma; нар. 24 червня 1941) — конголезький державний і політичний діяч, двічі обіймав посаду прем'єр-міністра Народної Республіки Конго. Від 1999 до 2012 року займав пост генерального секретаря Економічного співтовариства країн Центральної Африки. 2012 року став послом у Бразилії. Від 2019 року є послом Республіки Конго в Аргентині.

## Політична кар'єра
Після засідання ЦК Конголезької партії праці (КПП) у грудні 1975 року прем'єр-міністра Анрі Лопеса було усунуто від посади, а його місце зайняв Гома.
Під час громадянської війни Гома став одним із 75 членів Національної перехідної ради, що стала перехідним законодавчим органом держави у 1998—2002 роках.
1999 року відійшов від внутрішньополітичного життя, працював в економічній та дипломатичній галузях.